# (137030) 1998 TR19
1998 تي أر 19 (ويعرف أيضًا باسم (137030) 1998 تي أر 19 وفق تسمية الكوكب الصغير) (بالإنجليزية: 1998 TR19)‏ هو كويكب ضمن حزام الكويكبات؛ وترتيبه 137030 من حيث الاكتشاف.
اكتُشف هذا الجُرم الفلكي بواسطة برنامج شميدت للكويكبات في بكين في 15 أكتوبر 1998.

## وصلات خارجية
- (137030) 1998 TR19 في قاعدة بيانات مختبر الدفع النفاث لأجرام النظام الشمسي الصغيرة

- الاكتشاف · مخطط المدار ·  العناصر المدارية · المعلمات المادية

- (137030) 1998 TR19 على موقع ويكي سكاي: DSS2, SDSS, GALEX, IRAS, Hydrogen α, X-Ray, Astrophoto, Sky Map, Articles and images